# Marcha de los Colorados de Bolivia

La Marcha de los Colorados de Bolivia, es una marcha militar creada para el Regimiento de Los Colorados de Bolivia
Estos soldados demostraron ser uno de los mejores cuerpos de combate de su tiempo. Participaron activamente en la Guerra del Pacífico, la propaganda aliada los hacía verse como invencibles, sin embargo, en la Batalla del Alto de la Alianza fueron vencidos mayormente, por fallas en la comunicación del Mando Aliado.